# العلاقات التجارية بين إندونيسيا والاتحاد الأوروبي
العلاقات التجارية بين إندونيسيا والاتحاد الأوروبي أقام الاتحاد الأوروبي وإندونيسيا علاقات تجارية قوية حيث بلغ حجم التجارة الثنائية حوالي 25 مليار يورو في عام 2012 مما أدى إلى فائض تجاري كبير بلغ 5.7 مليار يورو لإندونيسيا مع الاتحاد الأوروبي. في السنوات القليلة الماضية شهدت التجارة بين الاتحاد الأوروبي وإندونيسيا اتجاهًا تصاعديًا. في حين بلغ إجمالي التجارة ما يقرب من 16 مليار يورو في عام 2009، بحلول عام 2011 كان قد وصل بالفعل إلى 23.5 مليار يورو.

## التجارة في أرقام
بالنسبة للاتحاد الأوروبي تعد إندونيسيا أكبر 24 مصدر استيراد (حصة 0.9٪) و30 أكبر وجهة تصدير (حصة 0.6٪). داخل منطقة الآسيان تحتل إندونيسيا المرتبة الرابعة من حيث إجمالي التجارة.
الاتحاد الأوروبي هو رابع أكبر شريك تجاري لإندونيسيا بعد اليابان والصين وسنغافورة، ويمثل حوالي 10 ٪ من إجمالي تجارتها الخارجية. الاتحاد الأوروبي هو ثاني أكبر مستثمر في الاقتصاد الإندونيسي. في السنوات الماضية استثمرت حوالي 1000 شركة أوروبية حوالي 130 مليار يورو في الاقتصاد وخلق فرص عمل مباشرة لـ 1.1 مليون إندونيسي. معظم استثمارات الاتحاد الأوروبي في إندونيسيا مخصصة للتعدين والبنية التحتية والتصنيع.
على الرغم من الاتجاه الإيجابي السالف الذكر، فقد تقلصت حصة الاتحاد الأوروبي من التجارة الإندونيسية مع الشركاء الرئيسيين من 9.2 ٪ في عام 2010 إلى 8.7 ٪ في عام 2011 وإلى 8.1 ٪ في عام 2012. حتى عند مستوى قياسي يبلغ 25 مليار يورو فإن إجمالي التجارة الثنائية بين إندونيسيا والاتحاد الأوروبي أقل بكثير من بعض الجيران الآخرين في المنطقة على الرغم من أن إندونيسيا هي أكبر اقتصاد في رابطة أمم جنوب شرق آسيا. سجلت القيمة التجارية بين سنغافورة والاتحاد الأوروبي 52 مليار دولار أمريكي، بينما سجلت القيمة التجارية بين ماليزيا وتايلاند مع الاتحاد الأوروبي 35 مليار دولار أمريكي و32 مليار دولار أمريكي على التوالي.
انخفضت حصة صادرات إندونيسيا التي يتم شحنها إلى السوق الأوروبية انخفاضًا كبيرًا من 18 في المائة إلى 14 في المائة خلال العقد الماضي. تمت إعادة توجيه معظم الانخفاض في صادرات إندونيسيا إلى أسواق أوروبا إلى سوق آسيان الإقليمي. الاتحاد الأوروبي هو ثاني أكبر مصدر للاستثمار الأجنبي المباشر في إندونيسيا، ومع ذلك فخلال الفترة 2004-2010 تلقت إندونيسيا 1.6٪ فقط من إجمالي الاستثمار الأجنبي المباشر للاتحاد الأوروبي إلى آسيا، وحوالي 6٪ فقط من جميع استثمارات الاتحاد الأوروبي تتدفق إلى منطقة الآسيان.
معظم صادرات إندونيسيا إلى الاتحاد الأوروبي من المنتجات الزراعية والموارد المعالجة، وخاصة زيت النخيل والوقود ومنتجات التعدين والمنسوجات والأثاث. تتألف صادرات الاتحاد الأوروبي إلى إندونيسيا بشكل أساسي من الآلات ذات التكنولوجيا العالية ومعدات النقل والمواد الكيميائية والسلع المصنعة المختلفة. في الأساس تدفقات التجارة بين إندونيسيا والاتحاد الأوروبي تكمل بعضها البعض.

## تجارة الأخشاب
تعتبر المنتجات الخشبية والورقية منطقة تصدير رئيسية لإندونيسيا حيث يبلغ متوسط القيمة السنوية لصادرات الأخشاب والورق من إندونيسيا 1.2 مليار دولار أمريكي أي حوالي 15٪ من صادرات إندونيسيا. المنتجات الخشبية الرئيسية المخصصة للاتحاد الأوروبي هي الورق والورق المقوى والأثاث الخشبي والخشب الرقائقي. عانت إندونيسيا من قطع الأشجار غير القانوني الشديد وإزالة الغابات السريعة منذ التسعينيات، واتخذت خطوات لتعزيز السيطرة على استيراد منتجات الأخشاب غير القانونية من إندونيسيا.
بعد ست سنوات من المفاوضات المكثفة، وقع وزير الغابات الإندونيسي ذو الفقلي حسن والمفوض الأوروبي للبيئة جانيز بوتونيك ووزير البيئة الليتواني فالنتيناس مازورونيس اتفاقية الشراكة التطوعية بين إندونيسيا والاتحاد الأوروبي بشأن إدارة إنفاذ قانون الغابات والتجارة في أكتوبر 2013. تم الإشادة بهذا باعتباره علامة فارقة في العلاقات التجارية بين إندونيسيا والاتحاد الأوروبي. تهدف الاتفاقية إلى منع تجارة الأخشاب غير القانونية وضمان استيراد الأخشاب والمنتجات الخشبية المؤكدة فقط إلى الاتحاد الأوروبي من إندونيسيا. بعد التوقيع على الاتفاقية ستمضي إندونيسيا والاتحاد الأوروبي في مرحلة التصديق على الاتفاقية من خلال عملياتهما. في النهاية سيؤدي ذلك إلى تنفيذ الاتفاقية، والذي سيحدث عندما يقوم الجانبان بتقييم التراخيص الجاهزة.

## تجارة زيت النخيل
وفقًا لإحصاءات الاتحاد الأوروبي (يوروستات)، ارتفعت صادرات إندونيسيا من زيت النخيل الخام على مدار الأعوام الخمسة الماضية من 265 مليون يورو في عام 2008 إلى 1.1 مليار يورو في عام 2012. يعد الاتحاد الأوروبي ثاني أكبر سوق لزيت النخيل في إندونيسيا بعد الهند. زادت صادرات إندونيسيا من وقود الديزل الحيوي بشكل حاد من 116 مليون يورو فقط في عام 2008 إلى 993 مليون يورو في عام 2012.
نظرًا لوجود مخاوف في إندونيسيا بشأن تأثير اللوائح البيئية للاتحاد الأوروبي، هناك حوار قوي حول هذه القضية. بدأ تحقيق مكافحة الإغراق في أغسطس 2012 حيث كان هناك دليل على إلقاء الشركات من كل من إندونيسيا والأرجنتين على وقود الديزل الحيوي في سوق الاتحاد الأوروبي. تم فرض تدابير مؤقتة في مايو 2013. واعتبارًا من 27 نوفمبر 2013 سيفرض الاتحاد الأوروبي رسومًا مكافحة الإغراق النهائية على واردات الديزل الحيوي من إندونيسيا.